# Estação de Lille-Europe
A Estação de Lille-Europe, também chamada de "Lille Eurostar" ou "Lille Europe International", é uma estação ferroviária francesa da linha de alta velocidade de Fretin à Fréthun, localizada na borda do centro da cidade de Lille, cidade central da Metrópole europeia de Lille, prefeitura do departamento do Norte e da região dos Altos da França.
Ela foi inaugurada em 1994, durante a abertura da linha de alta velocidade (LGV). É a segunda estação ferroviária da cidade, para o tráfego de passageiros, após a sua vizinha, a estação de Lille-Flandres.
Estação da Société nationale des chemins de fer français (SNCF), que é servido pelo Eurostar, pelo Thalys, pelo TGV e pelos TERGV. Ela permite conexões com a estação de metrô Gare Lille-Europe.

## Situação ferroviária

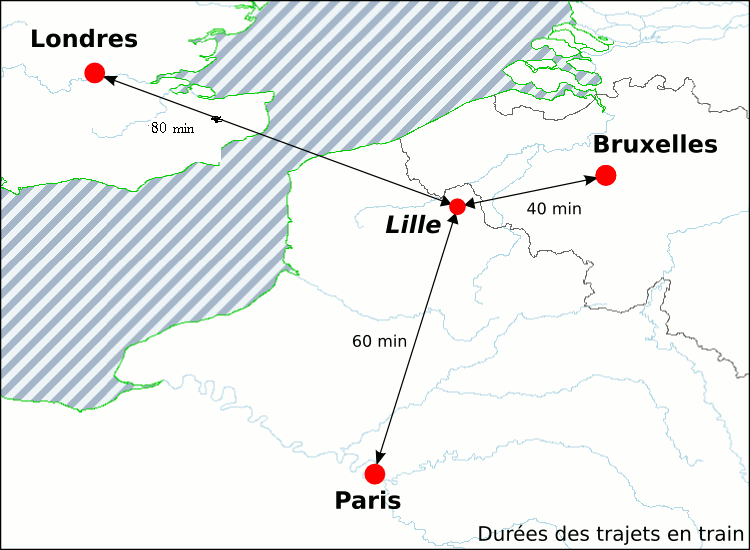
Duração das viagens de trem a partir de Lille: Paris, Bruxelas e Londres.

Estabelecida em 13 metros de altitude, a estação está localizada no ponto quilométrico (KP) 11,741 a linha de Fretin à Fréthun (LGV Nord – ramal de Calais), na trincheira coberta em Lille a duração é de 2 a 600 metros.
Em contraste com a estação histórica, conhecida como Lille-Flandres, Lille-Europe é uma estação de passagem, sem via em terminal. Ela é equipada com duas plataformas centrais, servindo quatro vias de desvio. As duas vias centrais, que percorrem a 200 km/h e desprovidas de plataformas, servem para a passagem de trens sem marcação de paradas (incluindo o Eurostar Paris – Londres).
No centro de um triângulo ferroviário de linhas ligando as três capitais de Londres, Bruxelas e Paris, a estação é um hub entre os TGV europeus.

## História

### Origem
A chegada da ferrovia à cidade de Lille já provoca uma multidão de debates, que, no entanto, permanecem no contexto local da cidade, quando uma primeira estação foi criada em 1842 em Fives, um dos subúrbios extra-muros tendo sido urbanizados recentemente, devido à saturação da cidade intra-muros, a fim de satisfazer a insistência dos militares para manter a integridade das fortificações.

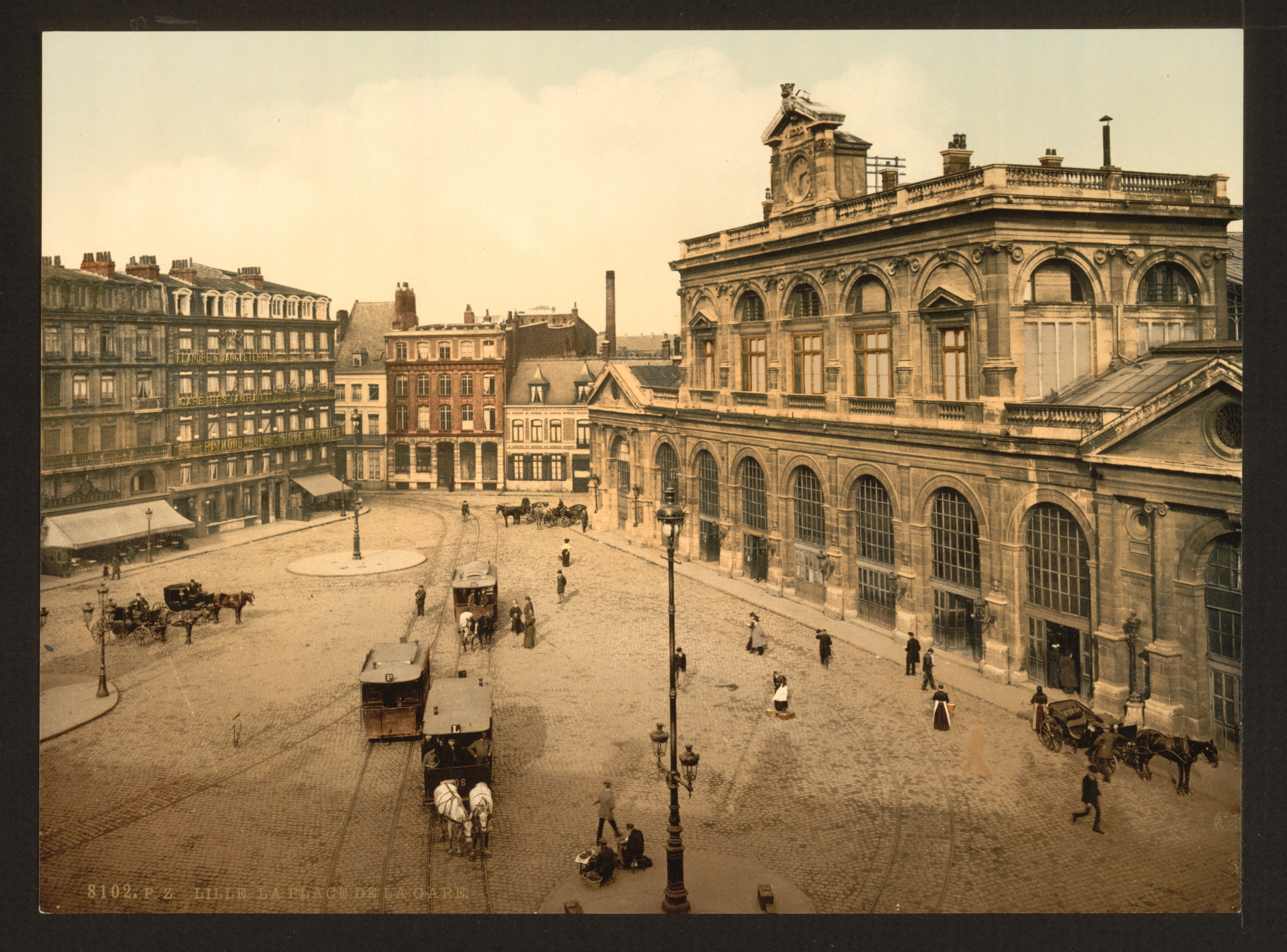
A estação em um empate de Lille, por volta de 1900.

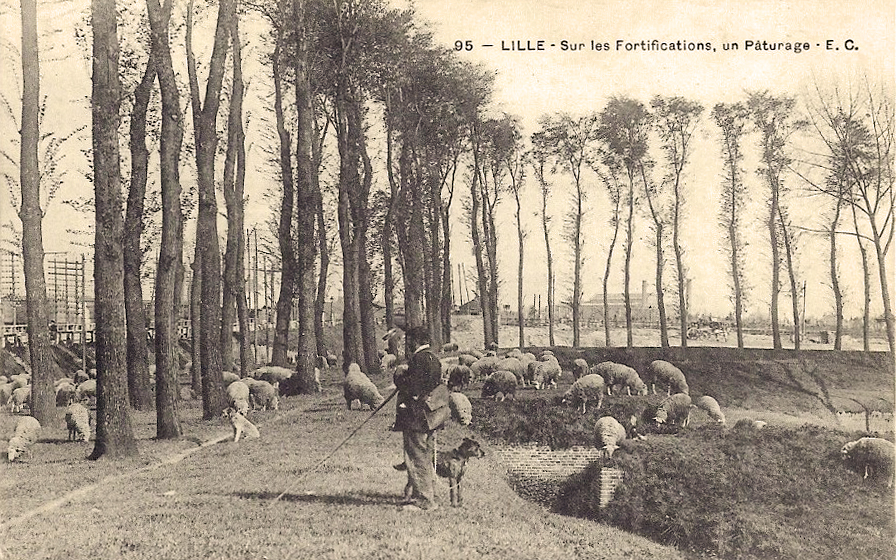
Pastagem em área non ædificandi de fortificações, visto no années 1900.

As tensões entre diferentes grupos vão rapidamente tornar-se atuais com a escolha da localização da estação para a linha permitindo as relações com Paris. Os comerciantes, os industriais, o município e a companhia são adeptos de uma estação intra-muros, enquanto os militares e muitos proprietários, com receio de serem expropriados, são contrários a esse projeto. No entanto, a estação em impasse de Lille (hoje Lille-Flandres) é construída no centro da cidade, com um avanço do muro fortificado para permitir a passagem para a linha. Mas a cidade permanece dentro de seus muros, e os espaços necessários para a defesa são protegidos, como os militar desejam, para as áreas categorizadas como "espaço militar não-ædificandi". No entanto, por volta de 1880, o projeto de Alfred Mongy propõe uma redistribuição destes espaços para instalar uma estação de passagem. O projeto não teve êxito, mas o debate foi reaberto. Além disso, a cidade fortificada foi estendida para o sul, com a anexação dos subúrbios e a reconstrução de um recinto, que não impediu a criação, neste novo espaço, neste novo espaço intra-muros, uma estação em impasse para as mercadorias (Saint-Sauveur).
A grande mudança vem do desmantelamento da praça-forte em 1919. Isso permite a destruição dos muros e torna nula a servidão militar de non ædificandi destes espaços. As oportunidades são, portanto, aberto a projetos para a reestruturação do centro, usando grandes espaços deixados em branco pela destruição das muralhas. Alguns reativar a ideia de criação de uma estação, mas os meios financeiros são escassos para proceder à sua realização. Então, na década de 1950, é finalmente a estação original que é ampliada, sua acessibilidade melhorada e a "nodalidade" do bairro reforçada com um heliporto e melhorias rodoviárias.. Em 1960, um novo projeto de estação de passagem, devido à Theodore Leveau, não terá êxito, embora o problema seja mais de uma cidade dentro de seus muros, mas sim de uma futura metrópole, se adaptando para o desenvolvimento do automóvel.

### Estação de pasagem no centro da cidade

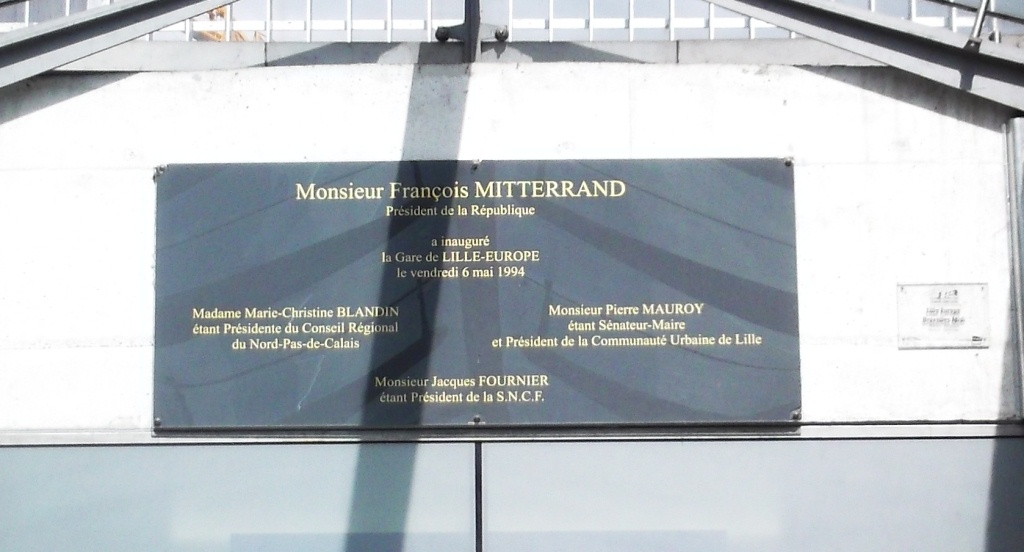
Placa comemorativa da cerimônia de inauguração.

A estação urbana de Lille-Europe tem sido imposta pela associação "TGV Gare de Lille", liderada pelo prefeito Pierre Mauroy, contra a vontade da SNCF, que queria criar uma estação nova em rase campagne. Projetada pelo arquiteto Jean-Marie Duthilleul, foi inaugurada em 6 de maio de 1994, por François Mitterrand, então presidente da República.
De uma arquitetura muito contemporânea (concretos leves, baias esvidraçadas, de madeira), ela está integrada na Euralille, conjunto terciário desenvolvido em suas proximidades (além disso, as torres de Lille e Lilleurope, bem como o viaduto de Le Corbusier, têm vista para a estação de trem).
É às vezes referida como a "estação das correntes de ar" («gare aux courants d'air»), por causa de suas aberturas para proporcionar circulação de ar importante.
Em 2014, a SNCF estima a frequência anual desta estação em 7 070 203 viajantes.